# Западни округ
Запад или Западни округ (енгл. Western Division) је један од шест округа у Гамбији. Административни центар Западног округа је Брикама.

## Области
Западни округ је подељен на 9 области:
- Фони Бинтанг-Каренаи
- Фони Бондали
- Фони Брефет
- Фони Џарол
- Фони Кансала
- Средњи Комбо
- Источни Комбо
- Северни Комбо (Комбо Света Марија)
- Јужни Комбо

## Становништво
| Година | Бр. становника |
| ------ | -------------- |
| 1963.  | 55.393         |
| 1973.  | 91.013         |
| 1983.  | 137.245        |
| 1993.  | 234.917        |
| 2003.  | 392.987        |
| 2005.  | 428.104        |
| 2006.  | 446.680        |
| 2007.  | 465.947        |
| 2008.  | 486.710        |